# Alexis Monney
Alexis Monney (* 8. Januar 2000) ist ein Schweizer Skirennfahrer. Er ist auf die schnellen Disziplinen Abfahrt und Super-G spezialisiert. 2020 wurde er Juniorenweltmeister in der Abfahrt. In der gleichen Disziplin gewann er 2025 an den alpinen Weltmeisterschaften in Saalbach die Bronzemedaille.

## Biografie
Monney stammt aus Châtel-Saint-Denis im Kanton Freiburg. Sein Vater Louis Monney fuhr in seinen Jugendjahren auch Skirennen, doch seine Eltern konnten ihn aus finanziellen Gründen nicht weiter fördern. So liess er sich zum Skilehrer ausbilden und betreute Skirennfahrer wie Paul Accola oder Steve Locher und führt seit über 20 Jahren ein Ski-Geschäft der Firma Stöckli in St-Légier. Im nahe gelegenen Skiort Les Paccots, wo sein Vater Trainer im Skiclub war, stand Alexis Monney als Zweijähriger erstmals auf Skiern. Er übte verschiedene Sportarten wie Fussball oder Tennis aus, bevor er sich mit zwölf Jahren für den Skisport entschied. Vier Jahre lang besuchte er das nationale Leistungszentrum in Brig. Im Alter von 16 Jahren nahm er ab November 2017 an FIS-Rennen teil, wobei er zunächst vor allem Slaloms und Riesenslaloms bestritt. Allmählich begann er sich auf die schnellen Disziplinen zu spezialisieren und ab Dezember 2019 kam er im Europacup zum Einsatz. Bei den Juniorenweltmeisterschaften 2020 in Narvik gewann er die Goldmedaille in der Abfahrt, worauf er zu Beginn der Saison 2020/21 in die Kader von Swiss-Ski aufgenommen wurde. Im Januar 2021 gelang ihm der erste Sieg in einem FIS-Rennen. Wegen der Fraktur eines Wangenknochens konnte er einen Monat später seinen Juniorenweltmeistertitel nicht verteidigen und musste die Saison vorzeitig abbrechen.
Am 18. Dezember 2021 hatte Monney sein Debüt im Weltcup, als er in der Abfahrt von Gröden auf den 35. Platz fuhr. Zwei Monate später nahm er erstmals an der Hahnenkammabfahrt in Kitzbühel teil, wo er aber ausschied. Die ersten Weltcuppunkte gewann er am 4. März 2022 mit Platz 26 in der Abfahrt von Kvitfjell. Zu Beginn der Saison 2022/23 punktete er in drei Weltcup-Abfahrten und am 7. Januar 2023 gelang ihm die erste Europacup-Podestplatzierung mit Rang zwei im Super-G in Wengen. Eine Woche später, am 14. Januar, nahm er erstmals an der Lauberhornabfahrt teil und erzielte mit Platz 10 sein erstes Top-Ten-Ergebnis im Weltcup. Am 28. Dezember 2024 gewann er mit der Abfahrt von Bormio sein erstes Weltcuprennen, vor seinem Teamkollegen Franjo von Allmen. Einen Tag später stand er nach einem dritten Rang im Super-G erneut auf dem Podium.
Bei den Weltmeisterschaften 2025 in Saalbach gewann Monney am 9. Februar die Bronzemedaille in der Abfahrt. Drei Tage später kam die Silbermedaille in der erstmals ausgetragenen Team-Kombination hinzu, gemeinsam mit Tanguy Nef.

## Erfolge

### Weltmeisterschaften
- Courchevel 2023: 18. Abfahrt
- Saalbach 2025: 2. Team-Kombination, 3. Abfahrt

### Weltcup
- 5 Podestplätze, davon 1 Sieg:

| Datum             | Ort    | Land    | Disziplin |
| ----------------- | ------ | ------- | --------- |
| 28. Dezember 2024 | Bormio | Italien | Abfahrt   |

### Weltcupwertungen
| Saison  | Gesamt | Gesamt | Abfahrt | Abfahrt | Super-G | Super-G |
| Saison  | Platz  | Punkte | Platz   | Punkte  | Platz   | Punkte  |
| ------- | ------ | ------ | ------- | ------- | ------- | ------- |
| 2021/22 | 150.   | 5      | 53.     | 5       | -       | -       |
| 2022/23 | 73.    | 88     | 27.     | 78      | 54.     | 10      |
| 2023/24 | 60.    | 118    | 20.     | 99      | 42.     | 19      |
| 2024/25 | 9.     | 567    | 3.      | 327     | 8.      | 240     |

### Europacup
- 1 Podestplatz

### Juniorenweltmeisterschaften
- Fassatal 2020: 1. Abfahrt

### Weitere Erfolge
- 6 Siege in FIS-Rennen